# Neoarisemus anarticulus
Neoarisemus anarticulus är en tvåvingeart som beskrevs av Duckhouse 1978. Neoarisemus anarticulus ingår i släktet Neoarisemus och familjen fjärilsmyggor. Inga underarter finns listade i Catalogue of Life.